# 西班牙职业足球联盟
全国职业足球联盟（西班牙語：Liga Nacional de Fútbol Profesional），又称LALIGA（在2015–16赛季之前一直使用缩写LFP），是负责管理西班牙的两个职业足球联赛（即西甲和西乙）的体育协会。该组织成立于1984年，拥有独立于西班牙皇家足球協會（RFEF）的法律地位，并可自主开展业务。除维护会员利益外，该组织的主要职责是与西班牙皇家足球協會共同组织国家级的两个职业足球联赛。
全国职业足球联盟总部位于马德里休达利内亚尔区托雷拉古纳大街60号的穆拉诺大厦。自2013年起，哈维尔·特巴斯担任该组织的主席。

## 组织
该机构总部位于马德里，在55个国家设有11个办事处和46个代表处。该协会的大部分社会外展工作由其基金会进行。
该机构的主要职责包括组织职业足球比赛、实施财务控制系统、管理音像版权的集中销售以及监督国际化和技术领先战略。在COVID-19大流行期间，由于西班牙宣布进入警戒状态，市民只能待在家里，该机构在网上组织了各种文化和体育活动。

### 大会
大会是全国职业足球联盟的合議性團體，其成员是组成了西甲和西乙的42个足球俱乐部和体育有限责任公司（S.A.D.）。每个俱乐部/S.A.D.通常由其各自的主席出任代表。

### 主席
主席和执行委员会的其他成员共同负责该组织的日常运作。现任主席为哈维尔·特巴斯，于2013年4月当选，并于2016年10月和2019年12月连任。
| 主席                             | 俱乐部     | 任期                         |
| -------------------------------- | ---------- | ---------------------------- |
| 曼努埃尔·维加-阿兰戈             | 希洪體育   | 1983年–1984年                |
| 安东尼奥·巴罗                    | 西班牙人   | 1984年12月11日–2001年2月11日 |
| 佩德罗·托马斯·马克斯             | 西班牙人   | 2001年2月11日–2004年6月9日   |
| 何塞·路易斯·阿斯蒂亚萨兰（临时） | 皇家蘇斯達 | 2004年6月9日–2005年6月22日   |
| 吉列尔莫·卡贝洛·瓦莱罗（临时）   | 特拉萨     | 2005年6月22日                |
| 卡洛斯·德尔·坎波·科拉斯（临时）  | 无         | 2005年                       |
| 何塞·路易斯·阿斯蒂亚萨兰         | 皇家蘇斯達 | 2005年7月15日–2013年4月26日  |
| 哈维尔·特巴斯                    | 无         | 2013年4月26日至今            |